# Yalla Habibi
A Yalla Habibi a libanoni-kanadai R&B énekes, Karl Wolf egyik nagy sikerű kislemezdala.
A felvétel az énekes harmadik szólóalbumán, a Nightlife-on található.
A dal címe arabról angolra fordítva Come on, baby!-t jelent, és közreműködik benne Rime Salmi marokkói énekesnő, és Kaz Money rapper is.
A videóklipet Dubai-ban rögzítették, a Bugatti és az AMP Energy Drink szponzorálásával.
Ez lett az első olyan arab címmel rendelkező dal, amely igen előkelő helyeket ért el a kanadai slágerlistákon.